# Марія Амалія Орлеанська
Марія Амалія Орлеанська (ісп. Maria Amalia de Orléans; 28 серпня 1851 — 9 листопада 1870) — друга дочка Антоніо Марії де Орлеан, герцога Монпасьє, та інфанти Іспанії Марії Луїзи Фернанди де Бурбон, дочки короля Фернандо VII.
Народилася 28 серпня 1851 року в палаці Сан-Тельмо, що в Севільї, одразу після народження її тітка, королева Ізабелла II, надала її статус Інфанти Іспанії. Подібно до своїх братів і сестер, з якими вона завжди була дуже близькою, вона отримала добру освіту в Палаці сім'ї Сан-Тельмо, освіта була завершена численними поїздками та перебуванням у Великій Британії та Франції. У 1868 році вона зі своєю родиною виїхала у вигнання до Португалії. Оселилась у Лісабоні, де її батько підтримував тісні стосунки з португальською королівською родиною, що передбачало її шлюб з тендітним і непривабливим немовлям Августо Португальським, братом короля Педро V, з метою гіпотетичного інтронізації обох молодих людей як королів Іспанії після падіння Іспанської монархії влітку того ж року. Однак цей шлюб так і не був здійснений, оскільки інфанта була закохана у свого кузена принца Фердинанда Орлеанського, герцога Аленсонського, з яким остаточно також не одружилася. За лісабонським вигнанням відбулося ще одне у Францію, звідки родина, яка тимчасово оселилася в замку Рандан, в Оверні, повернулася до Іспанії в 1870 році.
Знову поселившись у Севільї, незабаром після повернення Амалія серйозно захворіла і, маючи слабке здоров'я, померла в палаці Сан-Тельмо 9 листопада 1870 року. Її смерть пояснювали поганою якістю вод палацу. Інфанта була похована в Пантеоні Інфантів монастиря Ескоріал.